# Ottavio Leoni

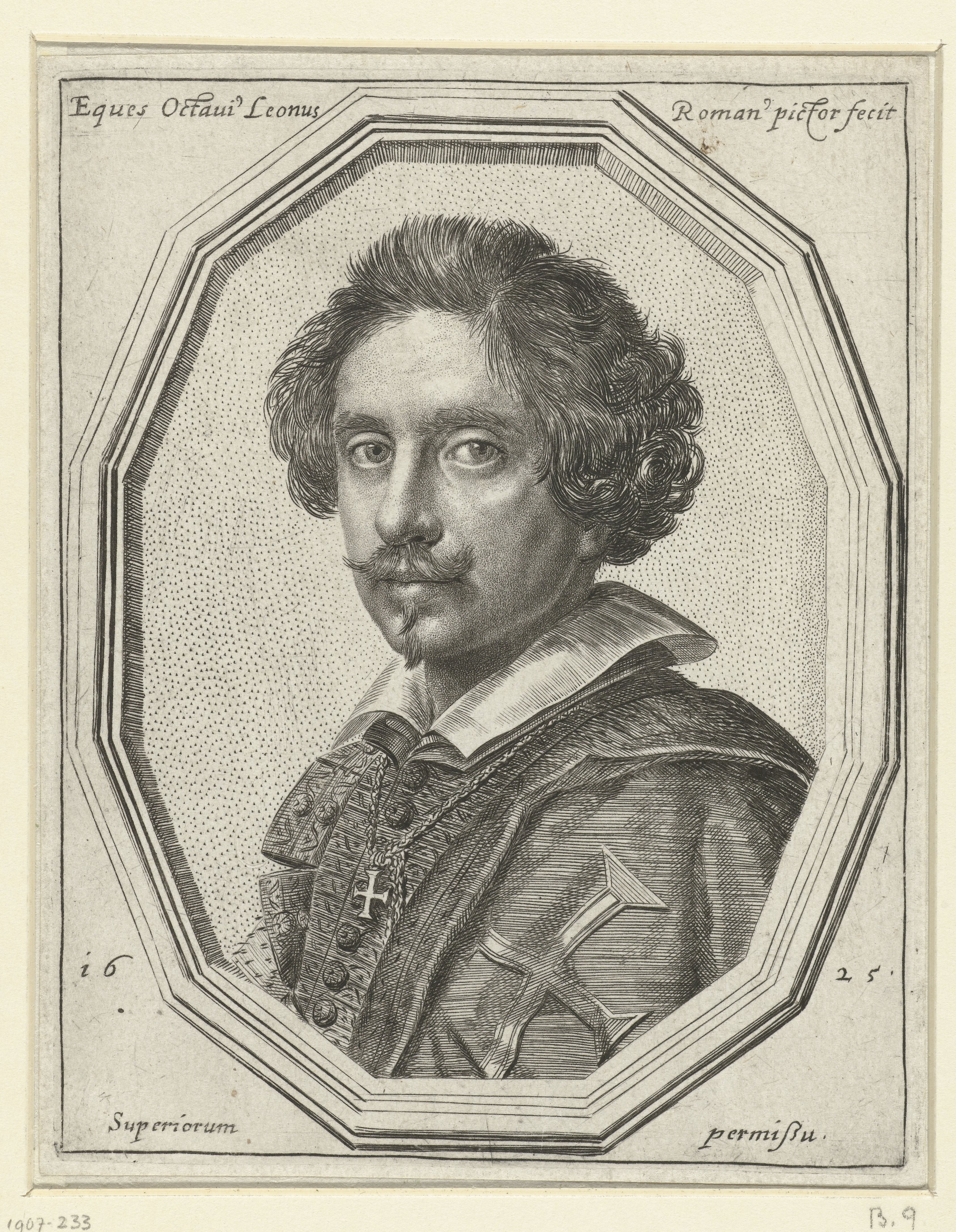
Autoritratto

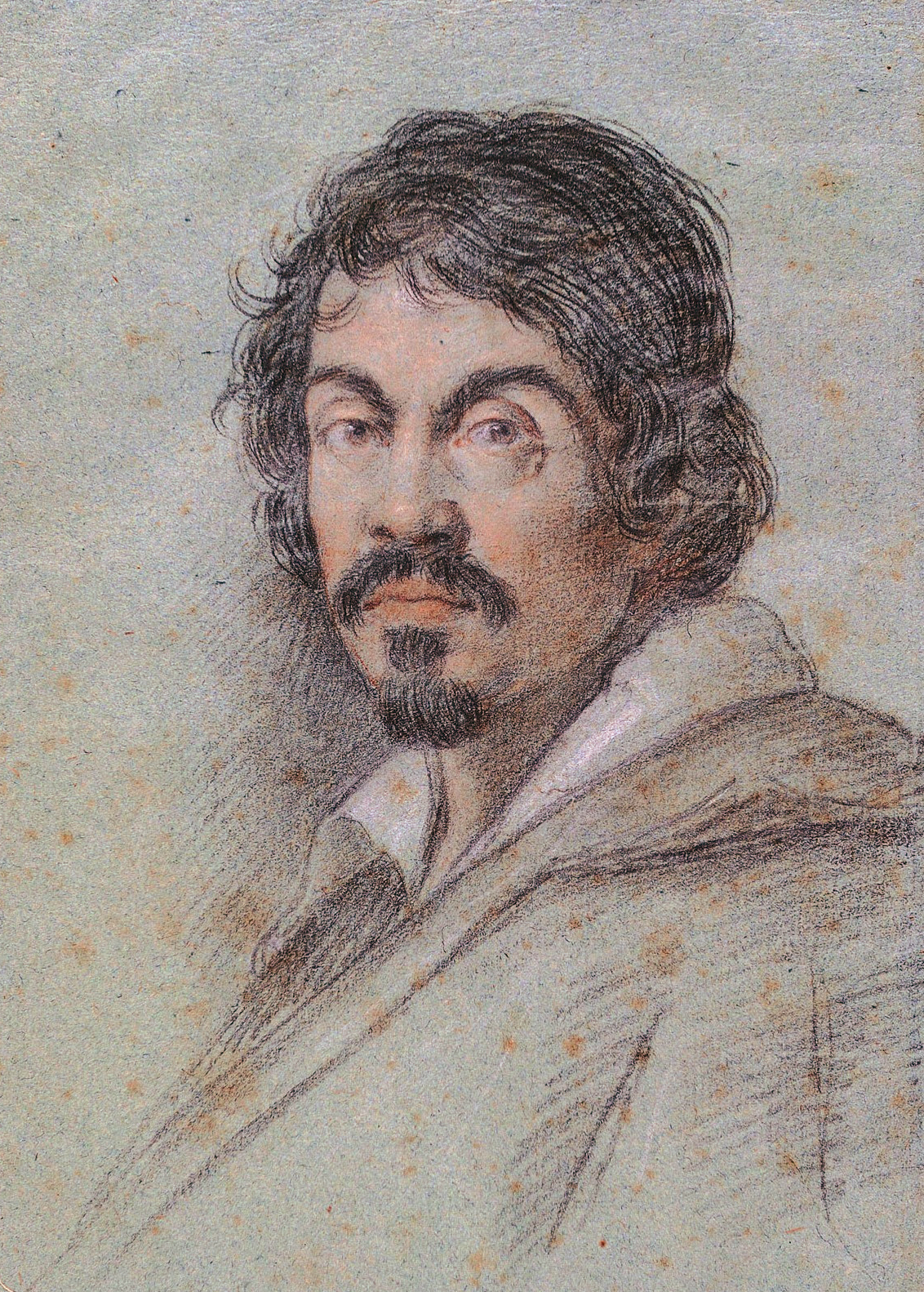
Celebre ritratto di Caravaggio eseguito da Ottavio Leoni verso il 1621.

Ottavio Leoni (Roma, 1578 – Roma, 4 settembre 1630) è stato un pittore e incisore italiano del primo Barocco attivo prevalentemente a Roma.

## Biografia
Fu allievo del padre Lodovico Leoni. Dipinse pale d'altare per chiese di Roma come l'Annunciazione per Sant'Eustachio, una Vergine e il bambino con San Giacinto per la Basilica di Santa Maria sopra Minerva, e I Santi Carlo, Francesco e Nicola per Sant'Urbano. 
Divenne un membro, e più tardi presidente, dell'Accademia di San Luca; in occasione del suo ingresso tra i "Cavalieri dell'Ordine di Cristo", donò alla chiesa dell'Accademia il Martirio di Santa Martina. Morì a Roma.
Oltre che come pittore, Ottavio Leoni fu attivo anche come incisore, e a lui dobbiamo una collezione di ritratti di pittori a incisione la cui parte più cospicua è conservata presso (l'Accademia Colombaria) la Biblioteca Marucelliana (in via Cavour) di Firenze che conta circa 100 tra incisioni e disegni: tra questi ultimi è celebre quello, eseguito a gessi colorati, che raffigura Michelangelo Merisi da Caravaggio, l'unico ritratto del grande pittore firmato da un altro artista .
Oltre che nelle chiese di Roma per le quali furono realizzate, le sue opere sono esposte, tra l'altro, presso Palazzo Ruspoli (Roma), il Fine Arts Museums di San Francisco, il Museum of Fine Arts di Boston, la National Gallery of Art, il Bowes Museum di Barnard Castle, il Courtauld Institute of Art e il Museum of Art di Los Angeles.
Morì a 52 anni e fu seppellito nella basilica di Santa Maria del Popolo a Roma.